# Телесна дупља
Телесна дупља је простор између телесног зида и црева или унутрашњих органа.
Вишећелијске животиње које немају телесну дупљу називају се ацеломата и припадају им:
- сунђери, који не само да немају телесну већ немају ни цревну дупљу;
- дупљари, који имају цревну дупљу, а простор између епидермиса и црева испуњен је мезоглејом;
- пљоснати црви код којих је простор између телесног зида и црева испуњен паренхимом.

Код свих осталих вишећелијских животиња долази до образовања, поред цревне дупље, још и телесне дупље која омогућава да унутрашњи органи буду мање или више одвојени од телесног зида што омогућава еволуциони развој животиња.
Разликују се два основна типа телесних дупљи:
- псеудоцелом, дупља која се образује као остатак бластоцела и означава се још као примарна телесна дупља, а животиње са том телесном дупљом као псеудоцеломата;
- целом или секундарна телесна дупља која се образује као потпуно нов простор у мезодерму, а животиње које имају целом означене су као целомата.

## Телесна дупља кичмењака
Кичмењаци имају целом који је на различите начине, зависно од типа животиње и телесног региона, развијен:
- у главеном региону је редукован
- у трупном региону је подељен на два дела:
  - предњи - околосрчана (перикардијална) дупља i
  - задњи, који се означава као трбушна дупља.

Код сисара долази до даље диференцијације па се од предњег дела трбушне дупље издваја грудна (плеурална) дупља у којој се налазе плућа и која је, заједно са околосрчаном, дијафрагмом одвојена од трбушне дупље. Осим што раздваја ове дупље, дијафрагма учествује и у дисајним покретима.